# Muzikoterapija
Muzikoterapija (glazbena terapija, glazboterapija ili meloterapija) način je liječenja glazbom kod kojeg se glazbeno zvukovlje koristi kako bi se postiglo bolje fizičko, duhovno, društveno ili emotivno stanje čovjeka, bez ciljanoga razvijanja osobnih glazbenih vještina pjevanja ili sviranja. Glazbena terapija službeno je priznata paramedicinska disciplina u više desetaka zemalja u kojima je provodi nekoliko tisuća profesionalnih muzikoterapeuta.

## Povijest
Terapijska svojstva glazbe bila su poznata već u antici, ali suvremena muzikoterapija razvila se tek polovicom 20. stoljeća. Suvremena muzikoterapija višedisciplinarna je i uključuje etnomuzikologiju, estetiku i psihologiju glazbe. Njeni pristupi, metode i konkretni postupci međusobno se razlikuju i usmjeruju prema znanstvenim koncepcijama iz kojih su proizišli (psihodinamička teorija, psihoanaliza, biheviorizam i drugi).

## Načela i primjena
Glazba izravno djeluje na ljudski autonomni živčani sustav, dovodeći do različitih autonomnih tjelesnih reakcija, tako da za razumijevanje glazbe na tjelesnoj razini nije potrebna inteligencija i ona na isti način dopire do teško mentalno retardiranog bolesnika kao i do visoko obrazovanog pojedinca.
Muzikoterapija se provodi kao aktivna (sviranje, pjevanje) ili pasivna (slušanje),  individualno ili u manjim skupinama. U terapiji se rabe temeljni glazbeni elementi kao štu su boja, forma, te glasnoća, trajanje i visina tona. Praksa je pokazala kako je najdjelotvorniji element ritam. Koriste se različiti tipovi i stilovi glazbe, poput slobodne improvizacije, komponiranih glazbenih djela, folklorne glazbe iz različitih kultura i jazza. Najdjelotvornija je u ponovnom uspostavljanju komunikacije prekinute nakon ozljede mozga ili zbog nekoga duševnoga poremećaja poput autizma, katatonije, depresije ili mentalne zaostalosti.

## Izobrazba
U Hrvatskoj se muzikoterapija izučava na poslijediplomskoj razini u okviru studija kreativne terapije na Sveučilištu u Osijeku. Osposobljavanje glazbenih terapeuta provodi Hrvatska udruga muzikoterapeuta.

## Vanjske poveznice
Mrežna mjesta
- Martina Belošević, Muzikoterapija za djecu[neaktivna poveznica] (diplomski rad), Učiteljski fakultet Sveučilišta u Zagrebu, Zagreb, 2016.
- Ida Stamenić, Utjecaj glazbe i plesa na djecu s teškoćama u razvoju (završni rad), Učiteljski fakultet Sveučilišta u Zagrebu, Zagreb, 2016.
- Hrvatska udruga muzikoterapeuta